# Верхнетренчинские говоры

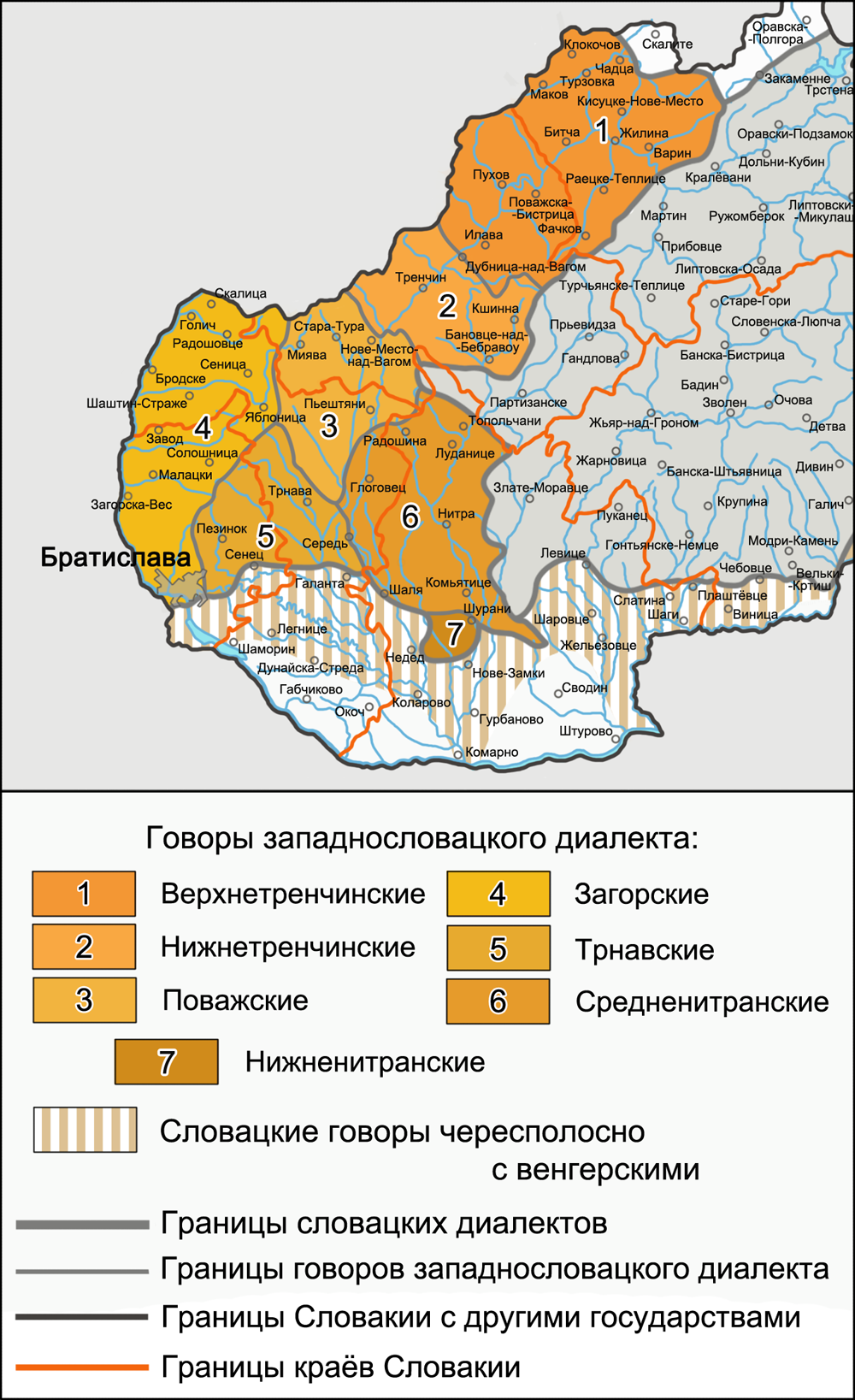
Верхнетренчинские говоры на карте западнословацкого диалекта

Верхнетре́нчинские го́воры (также верхнетренчинский диалект, севернотренчинские говоры, севернотренчинский диалект; словац. hornotrenčianske nárečia, severotrenčianske nárečia) — говоры западнословацкого диалекта, распространённые в северо-восточной части Тренчинского края и в северо-западной части Жилинского края Словакии. Согласно классификации словацких диалектов, опубликованной в «Атласе словацкого языка», вернетренчинские говоры вместе с нижнетренчинскими и поважскими входят в группу северных западнословацких говоров. Верхнетренчинский диалектный ареал делится на собственно верхнетренчинские, кисуцкие (нижнекисуцкие) и верхнекисуцкие говоры. В некоторых классификациях кисуцкие говоры не включают в состав верхнетренчинского ареала и выделяют как самостоятельный диалектный ареал.
Своё название верхнетренчинские говоры (как и соседние с ними нижнетренчинские) получили по наименованию Тренчинского комитата Венгерского королевства. Верхнетренчинский диалектный ареал сформировался в пределах этой исторической области в эпоху феодальной раздробленности.
На языковую систему верхнетренчинских говоров (как и на языковые системы остальных северных западнословацких говоров) в значительной степени повлиял среднесловацкий диалект. Это выражено, в частности, в развитии в фонетической системе верхнетренчинских говоров дифтонгов и закона ритмического сокращения, а также в распространении на части верхнетренчинского ареала гласных ä или e (наряду с a) на месте этимологического *ę после губных согласных. В области морфологии к среднесловацкому влиянию относят наличие флексии -i̯a у одушевлённых существительных в форме именительного падежа множественного числа. 

Между тем, в верхнетренчинских говорах представлены типичные западнословацкие диалектные черты. К ним относят такие фонетические особенности, как наличие гласной e на месте редуцированного ъ в сильной позиции; сочетаний rot, lot на месте праславянских *ort, *olt; сочетания lu или гласной u на месте сочетания редуцированного с плавным l. Среди морфологических особенностей выделяются: распространение нестяжённых форм притяжательных местоимений в родительном и дательном падежах типа mojého (словацк. литер. môjho «моего»), tvojému (словацк. литер. tvojmu «твоему»); распространение причастий мужского рода на -l и т. д. 

В числе наиболее ярких местных диалектных особенностей отмечается наличие аффрикат c, ʒ, развившихся на месте мягких ť, ď.

## О названии
Верхнетренчинские говоры именуются в соответствии с регионом их распространения (историческим Тренчинским комитатом) и по их местонахождению в пределах этого комитата — в верхнем течении реки Ваг, в северо-восточной части Тренчинской области. Другая часть говоров, размещённая в юго-западной части бывшего комитата, вниз по течению Вага, получила название «нижнетренчинские говоры». С названием реки Кисуца связано наименование входящих в верхнетренчинский ареал кисуцких говоров. Две группы кисуцких говоров, верхнекисуцкая и нижнекисуцкая, именуются по размещению их ареалов относительно течения указанной реки.
В словацкой диалектологической литературе для верхнетренчинских говоров иногда используется название «севернотренчинские» (severotrenčianske nárečia), нижнетренчинские при этом называют «южнотренчинскими» (juhotrenčianske nárečia).

## Классификация
Несмотря на то, что в верхнетренчинских говорах распространены наиболее яркие признаки среднесловацкого диалекта (наличие дифтонгов и отчасти закона ритмического сокращения), решающее значение для включения верхнетренчинского ареала в состав западнословацкого диалекта имеют языковые черты праславянского происхождения и некоторые более поздние черты. Такие варианты развития праславянских явлений, как сохранение групп tl, dl, изменение сочетаний *orT-, *olT- в roT-, loT- и другие, а также варианты более поздних явлений (гласный e на месте редуцированных в сильной позиции и контракция в окончаниях существительных и прилагательных, а также некоторых местоимений женского рода в форме творительного падежа единственного числа) говорят о западнословацком генезисе верхнетренчинских говоров.
Во всех вариантах классификаций словацкого диалектного ареала верхнетренчинские говоры включаются в состав северной группы западнословацкого диалекта. Различия в классификациях, имеющие отношение к верхнетренчинским говорам, сводятся в основном к различиям в границах, очерчивающих данные говоры, и к различиям в составе северного западнословацкого ареала (в разном числе говоров, определяемых как наиболее близкие к верхнетренчинским).
По классификации, данной в «Атласе словацкого языка» (1968), верхнетренчинские говоры объединяются в северную западнословацкую группу вместе с нижнетренчинскими и поважскими говорами, данная группа противопоставляется юго-западным западнословацким говорам — загорским и трнавским, а также юго-восточным западнословацким говорам — средненитранским и нижненитранским. Верхнетренчинский ареал при этом не рассматривается как однородный, он разделяется на собственно верхнетренчинские, кисуцкие и верхнекисуцкие говоры.
В классификации Р. Крайчовича (и по его терминологии) верхнетренчинские говоры вместе с нижнетренчинскими (как основные ареалы) относятся к северному диалектному региону в составе западнословацкого макроареала. Кроме основных ареалов регион включает также переходные ареалы — верхнекисуцкий и нижнекисуцкий (согласно диалектологической карте из «Атласа словацкого языка», выделенные Р. Крайчовичем переходные верхнекисуцкие и нижнекисуцкие говоры размещены в пределах северной части верхнетренчинского ареала). В рамках западнословацкого макроареала говоры северного региона противопоставляются говорам южного региона (основным — загорским, трнавским, пьештянским и глоговским, а также переходным — миявским и нижненитранским). В составе верхнетренчинского ареала Р. Крайчович особо выделил по ряду диалектных особенностей западный район (в окрестностях Пухова и в районе между Пуховым и Битчей).
На диалектологической карте И. Рипки, представленной в «Атласе населения Словакии» (Atlas obyvateľstva Slovenska) (2001), верхнетренчинские говоры наряду с нижнетренчинскими и кисуцкими включены в число говоров северного региона в составе западнословацкого макроареала. Северные говоры противопоставлены говорам южного региона — загорским, поважским, трнавским и нижненитранским.
Согласно классификации, опубликованной в издании «Энциклопедии языкознания» (Encyklopédia jazykovedy, 1993) и работе Й. Мистрика «Грамматика словацкого языка» (1985), верхнетренчинские говоры вместе с нижнетренчинскими и кисуцкими образуют северную группу говоров западнословацкого диалекта, которая противопоставляется двум другим западнословацким группам — южной группе (с поважскими, трнавскими и нитранскими говорами) и загорской группе (с собственно загорскими говорами).

## Ареал
Верхнетренчинские говоры распространены в северо-западной части Словакии на границе с Чехией и Польшей в горных районах по среднему течению реки Ваг. Ареал верхнетренчинских говоров окружён горными массивами Внешних и Внутренних Западных Карпат: на западе — горными массивами Словацко-Моравских Карпат (Яворниками и северной частью Белых Карпат), на северо-западе — частью Западных Бескид, на севере — частью Центральных Бескид, на востоке — Малой Фатрой Фатранско-Татранской горной области. По современному административно-территориальному делению Словакии данный регион расположен в северо-восточной части территории Тренчинского края (в районе городов Пухов, Илава, Поважска-Бистрица) и в северо-западной части территории Жилинского края (в районе городов Жилина, Кисуцке-Нове-Место, Битча, Чадца, Турзовка).
С востока к ареалу верхнетренчинских говоров примыкает ареал говоров среднесловацкого диалекта: с северо-востока — область распространения оравских говоров, с востока — турчанских говоров, с юго-востока — верхненитранских говоров. На юге верхнетренчинские говоры граничат с северными западнословацкими нижнетренчинскими говорами. На западе к ареалу верхнетренчинских говоров примыкает область распространения северного (валашского) диалекта восточноморавской (моравско-словацкой) диалектной группы, на северо-западе — область распространения южного (моравского) диалекта и восточного (остравского) диалекта (включая верхнеостравицкие говоры) североморавской (силезской, ляшской) диалектной группы, а также ареалы яблонковских и чадецких говоров силезского диалекта польского языка (или же польско-чешских говоров). С севера верхнетренчинский ареал граничит с так называемыми говорами польских гуралей — живецкими говорами малопольского диалекта.

## История

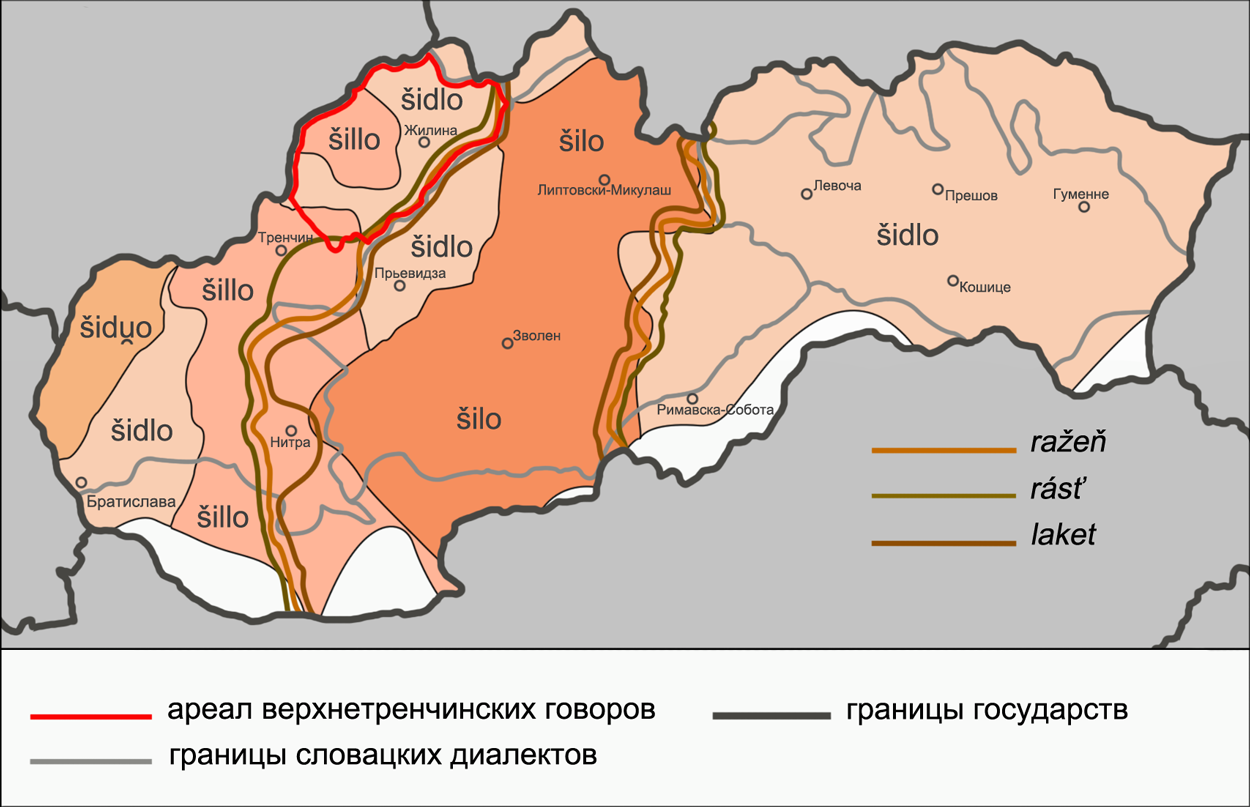
Верхнетренчинский ареал на карте распространения форм типа šidlo, šilo, šillo и šidu̯o, а также лексем ražeň, rásť и laket

История формирования и развития верхнетренчинских говоров тесно связана с историей образования и развития всего западнословацкого диалектного ареала.
О западнословацком происхождении верхнетренчинских говоров свидетельствуют древние изоглоссы, относящиеся к праславянскому периоду (VI—VII века), разделяющие верхнетренчинский и среднесловацкий ареалы — западнословацкое сохранение групп tl, dl; изменение сочетаний *orT-, *olT- при циркумфлексной интонации в roT-, loT-; изменение *x в š по второй палатализации; наличие флексии -me в формах глаголов 1-го лица множественного числа настоящего времени — robíme (словацк. литер. robíme «делаем»), voláme (словацк. литер. voláme «зовём») при среднесловацком упрощении групп tl, dl в l; изменении групп *orT-, *olT- в raT-, laT-; изменении *x в s; наличии флексии -mo в аналогичных формах (robímo, volámo). Западнославянское происхождение древних западнословацких (как и восточнословацких) диалектных признаков и сходство с южнославянскими и восточнославянскими чертами среднесловацких диалектных явлений связывается с разными путями заселения славянами территории современной Словакии — одна часть славян переселилась с севера, другая — с юго-востока.
Для раннего периода развития празападнословацкого диалекта были характерны в основном одинаковые языковые процессы во всех его говорах. В VIII—IX веках отмечаются такие общие явления, как сохранение сочетаний *kv-, *gv- в начале слова перед *ě; отсутствие развития l эпентетического после губных согласных p, b, m, v на стыке морфем на месте праславянских сочетаний губного с *j; изменение *jь- в начале слова в i- и т. д. В X—XI веках общими стали результаты изменения *dj > ʒ’; краткость на месте старого акута: slama «солома», krava «корова» и т. д.
К общим языковым изменениям, произошедшим в X—XI веках в говорах празападнословацкого диалекта, включая говоры, лёгшие в основу современных верхнетренчинских говоров, относятся также процесс контракции, деназализации и падения редуцированных, разная последовательность которых привела к различным результатам этих процессов в празападнословацком и правосточнословацком диалектах с одной стороны и в прасреднесловацком — с другой. В частности, в празападнословацком диалекте оба праславянских редуцированных перешли в e: buben (литер. bubon «барабан» < праслав. *bǫbьnъ), dňes (литер. dnes «сегодня» < праслав. *dьnьsь), mex (предположительно исконная форма), mox, max (литер. mach «мох» < праслав. *mъxъ); в формах творительного падежа единственного числа существительных и прилагательных женского рода, а также некоторых личных местоимений и в омонимичных формах именительного и винительного падежей единственного числа среднего рода произошло стяжение гласных (как и в правосточнословацком диалекте) — ženú / ženu (литер. ženou «женщиной»), dobré / dobre (литер. dobré «хорошее») при отсутствии стяжения в этих же формах в прасреднесловацком диалекте ženou, dobru̯o; не возникло (как и в правосточнословацком диалекте) ритмическое сокращение: krásní (литер. krásny «красивый»), dávám (литер. dávam «даю»), в то время как в среднесловацких говорах долгий гласный, следующий за слогом с другим долгим гласным, сокращается (krásni, dávam).

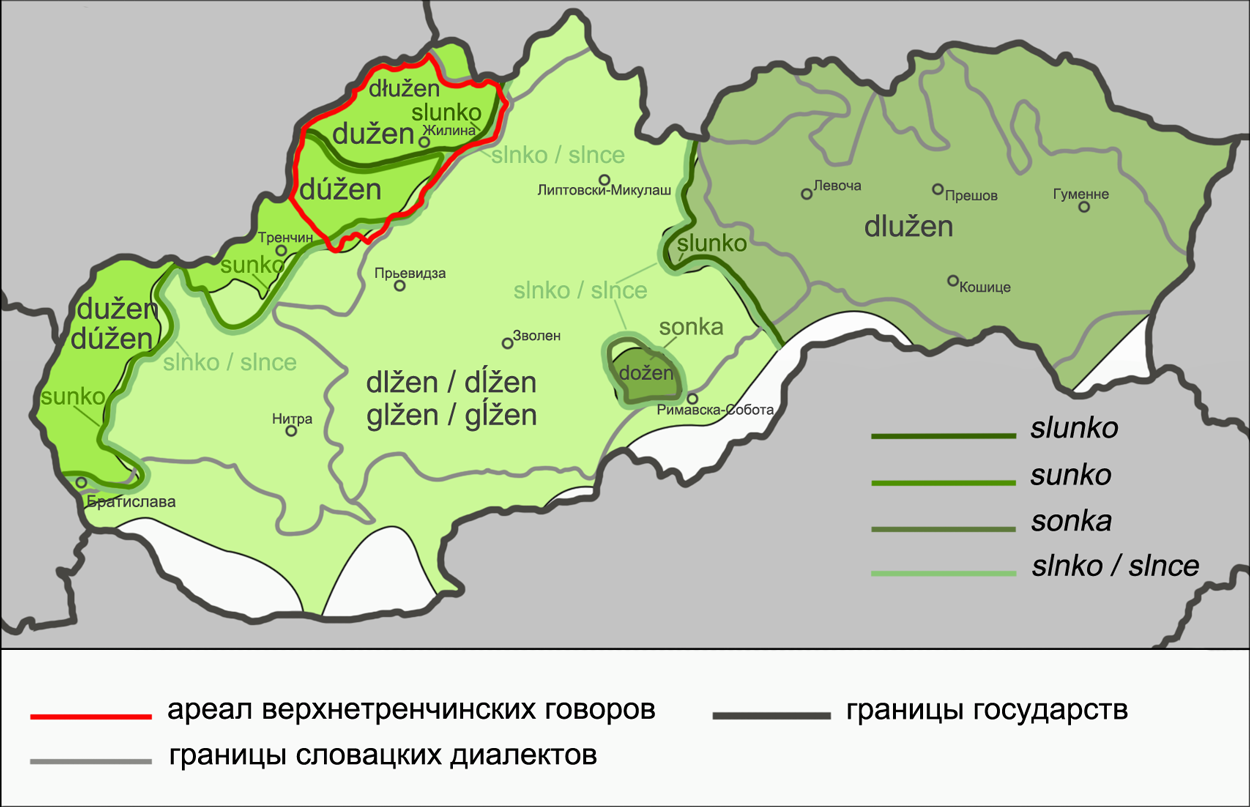
Верхнетренчинский ареал на карте распространения континуанта плавного l̥ в словах dlžen и slnko

В то же время в этот период появляются некоторые диалектные различия, выделяющие среди прочих и верхнетренчинский ареал. Так, ряд празападнословацких говоров, на основе которых развились современные верхнетренчинские, нижнетренчинские и загорские говоры, а также все говоры правосточнословацкого диалекта, обособились от остальных празападнословацких и всех прасреднесловацких говоров, поскольку в них не развились слоговые согласные в сочетаниях язычного согласного и редуцированного гласного с плавным l — dl̥h (литер. dlh «долг»), sl̥nko (литер. slnko «солнце»), а сохранились изначальные сочетания, изменившиеся впоследствии в сочетание lu (dluh, slunko).
Сложные процессы диалектной интеграции и дифференциации вызвали процессы, связанные с развитием гласных на месте старого и нового акута. Как и во всех говорах западнословацкого диалекта (за исключением загорских) в верхнетренчинских возникла новоакутовая долгота в результате рецессии ударения в формах именительного и винительного падежей множественного числа существительных среднего рода. Этот процесс был характерен также для среднесловацкого диалекта: mestá (литер. mestá «города»), di̯eu̯čatá / défčatá / ʒi̯éu̯čatá (литер. dievčatá «девочки, девушки») при mesta, ʒífčata в загорских говорах. Также верхнетренчинские (в составе всего западнославянского ареала без загорских говоров) и среднесловацкие говоры объединило отсутствие долгих гласных на месте старого акута: krava (литер. krava «корова»), slama (литер. slama «солома») при kráva, sláma в загорских говорах, и продление корневого гласного у существительных женского и среднего рода в формах родительного падежа множественного числа: ži̯en / ži̯én / žén (литер. žien «женщин»), hu̯or/ hvór / hór (литер. hôr «гор») при žen, hor в загорских говорах.
К XII—XIII векам в западнословацком диалекте отмечаются процессы диалектной дифференциации, выделившие значительные по территориальному охвату регионы западнословацких говоров, противопоставив при этом северный диалектный регион вместе с верхнетренчинским ареалом южному региону. В числе данных процессов — дифтонгизация долгих гласных é > i̯e, ó > u̯o, произошедшая в западнословацком диалекте (не всегда последовательно и не во всём ареале). В северных говорах дифтонги сохранились (с возможным образованием согласных звуков на месте неслоговых элементов сочетаний гласных) — bi̯élí / bjelí (литер. biely «белый»), ku̯óň / kvoň (литер. kôň «конь»), в юго-восточных и юго-западных — монофтонгизировались как и в чешском языке — bílí, kóň. Другим процессом, происходившим в этот же период был процесс ассибиляции согласных ť и ď: ť > c, ď > ʒ. Он охватил северную и юго-западную части западнословацкого ареала. При этом позиции, в которых осуществлялась ассибиляция, были различными для северных и юго-западных говоров западнословацкого диалекта. В южных западнословацких говорах ассибиляция осуществилась в позиции перед гласным e из *ě и частично из *ę — ʒeci (литер. deti «дети»), deň (литер. deň «день»), в то время как в северных западнословацких — перед гласным e любого происхождения, кроме e < *ь (ʒeci, ʒeň), сходный процесс был характерен и для говоров восточнословацкого диалекта.
Фонемы ä и долгая ǟ (возникшие из праславянских *ę и *ę̄, а также в результате контракции на месте сочетаний ьi̯a, ěi̯a и других) в большей части верхнетренчинских говоров были утрачены. К XIII веку происходит изменение фонем ä > a, ǟ > i̯a.
Кроме этого, некоторые языковые процессы, охватившие весь западнословацкий или весь среднесловацкий ареалы, ещё больше усилили различия верхнетренчинских с соседними среднесловацкими говорами. Так, в Средней Словакии сочетание šč изменилось в šť, а žǯ изменилось в žď: ešťe (литер. ešte «ещё»), drožďi̯e (литер. droždie «дрожжи»), в то время как в Западной Словакии эти сочетания остались прежними: ešče, drožǯe. Билабиальная w в среднесловацком ареале в ряде позиций сохранилась неизменной: prau̯da (литер. pravda «правда»), но voda (литер. voda «вода»), fčera (литер. včera «вчера»), а в западнословацком последовательно изменилась в лабиодентальную v: pravda, voda, fčera.
Вместе с тем в результате языковых контактов в пограничных районах западнословацкого и среднесловацкого ареалов происходило формирование местных диалектных черт и распространение их в соседние говоры. В частности, отсутствие упрощения удвоенных согласных, характерное в восточной части западнословацкого ареала, имеется и в западных говорах среднесловацкого ареала. В результате этого процесса в верхнетренчинских говорах присутствуют такие формы, как oddix (литер. oddych «отдых»), stuňňa (литер. studňa «колодец»), схожие с формами в соседних среднесловацких говорах.

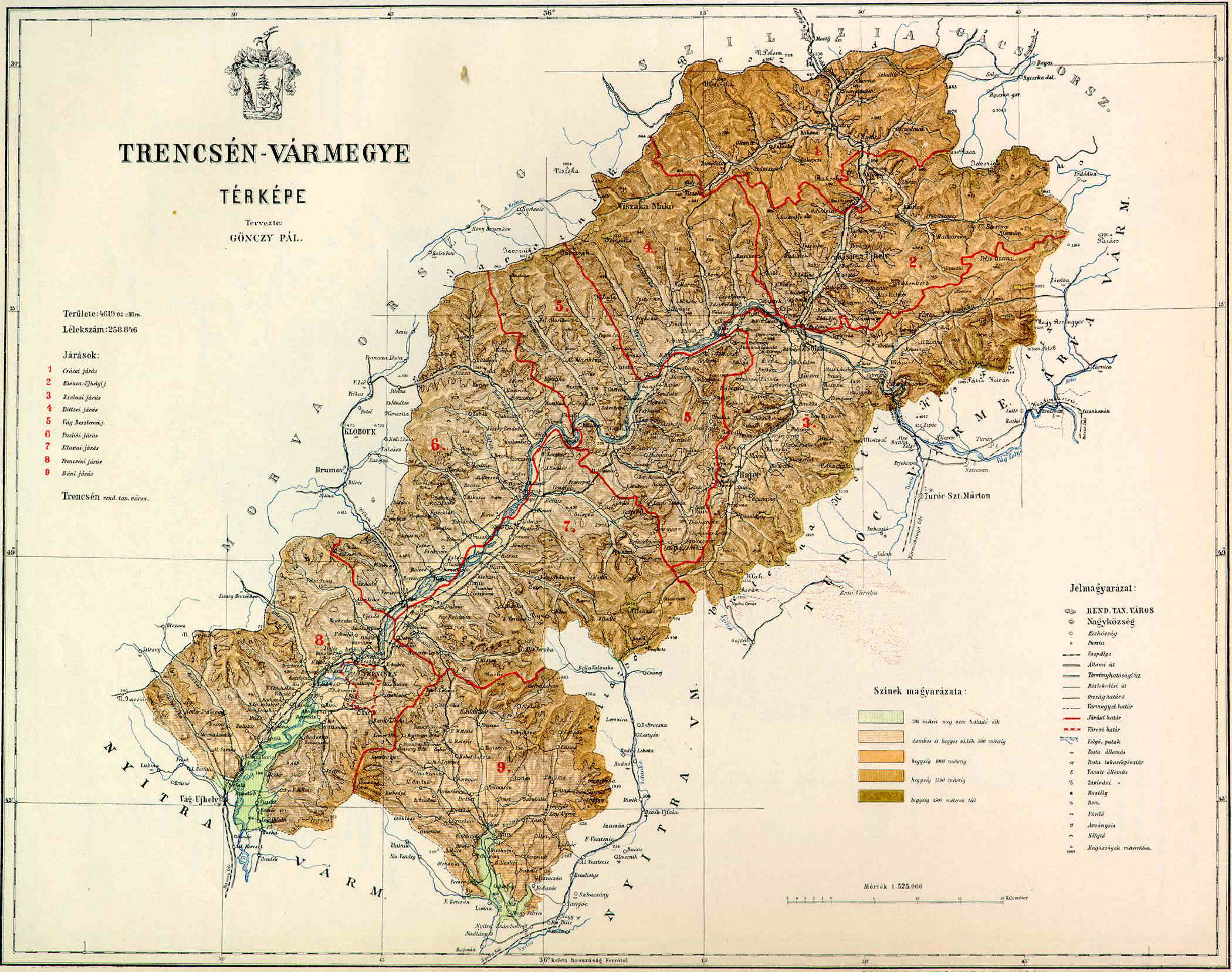
Карта Тренчинского комитата

Формирование диалектных особенностей верхнетренчинских говоров, как и говоров всех остальных словацких диалектов, наиболее активно происходило в период феодальной раздробленности, поэтому границы верхнетренчинского ареала (вместе с нижнетренчинским ареалом) по большей части совпадают с границами средневекового Тренчинского комитата. Обособление части словацкого населения в пределах административно-территориальной единицы Венгерского королевства было причиной того, что с одной стороны, диалектные инновации, появлявшиеся на тренчинской территории, как правило, не выходили за её границы, с другой стороны, диалектные явления соседних комитатов реже проникали в пределы Тренчинского комитата. Дальнейшее размежевание верхнетренчинского и нижнетренчинского ареалов произошло из-за массового переселения носителей среднесловацких говоров в южные районы Тренчинского комитата, начавшегося в XIV веке, это привело к значительному сближению нижнетренчинского диалектного ареала по ряду черт со среднесловацким диалектом и к обособлению его от ареала верхнетренчинских говоров.
В XIV—XV веках отмечался процесс разрушения консонантной корреляции по твёрдости / мягкости, что привело к утрате большей части мягких согласных фонем. При этом в верхнетренчинских из континуантов мягких согласных сохранились ľ и ň, в то время как в нижнетренчинских сохранилась только ň, а в поважских говорах мягкие согласные были утрачены полностью. Следствием утраты корреляции согласных по твёрдости / мягкости стало совпадение ȧ, ȯ, u̇, y (вариантов фонем после мягких согласных) с фонемами a, o, u, i. В этот период происходила также дифтонгизация ȁ > ɪ̯a, охватившая верхнетренчинские и среднесловацкие говоры. Впоследствии в верхнетренчинском ареале этот дифтонг распался.
В период после XV века каких-либо ощутимых языковых процессов, затрагивавших весь верхнетренчинский ареал или весь западнословацкий диалектный ареал, больше не происходило. При этом усилилось влияние словацких диалектов друг на друга, что приводило к распространению диалектных черт того или иного диалекта в говорах других диалектов. Из значимых языковых изменений, происходивших в период после XV века, отмечаются появление в отдельных словоформах дифтонга i̯u, а также продолжающийся до настоящего времени процесс утраты фонемы ä после губных согласных: päť > peť (литер. päť «пять»), и мягкой согласной фонемы ľ: ľeto > leto (литер. leto «лето»).
Ощутимое влияние на развитие верхнетренчинских говоров оказало соседство со среднесловацким диалектным ареалом. Так, в верхнетренчинском ареале в разное время распространились нехарактерные для западнословацкого диалекта лексемы с сочетаниями raT-, laT-: rasoxa / rásoxa (литер. rásocha), ražʒi̯e / rážʒi̯e (литер. raždie «хворост»); под влиянием среднесловацкого диалекта (или в результате сходных процессов в среднесловацких и верхнетренчинских говорах) развились дифтонги; ритмическое сокращение слога; гласная a как возможный рефлекс праславянского редуцированного ъ в сильной позиции (в отдельных словах); гласные ä или e (в части говоров) как возможные рефлексы носового гласного *ę после губных согласных; также в верхнетренчинских говорах происходило историческое смягчение согласных в тех же позициях, что и в среднесловацком диалекте, в том числе и перед e любого происхождения (до настоящего времени из континуантов мягких согласных сохранились только ľ и ň); у одушевлённых существительных в форме именительного падежа множественного числа развились среднесловацкие окончания с дифтонгом i̯a; распространились чередования х — s типа mňíx (литер. mňích «монах») — mňísi (литер. mnísi «монахи»).

## Диалектные особенности
Языковая система верхнетренчинских говоров включает в свой состав большинство языковых черт, характерных для всего западнословацкого диалекта, основные черты северных западнословацких говоров, ряд особенностей среднесловацкого происхождения, а также местные диалектные явления.

### Изоглоссы
Р. Крайчович отмечает ряд изоглосс, разделяющий верхнетренчинский диалектный ареал с соседними западнословацким нижнетренчинским и среднесловацким турчанским ареалами. Пучок изоглосс, образующий границу нижнетренчинского и верхнетренчинского ареалов, включает: изофону распространения дифтонга i̯a (vi̯ac «больше», robi̯a «делают» — vác, robá); изофону наличия ассибилированных согласных c, ʒ (ʒeci «дети», cicho «тихо», iʒece «идёте» — ďeťi / deti, ťicho / ticho, iďeťe / idete); изофону отсутствия ассимиляции в сочетаниях согласных dl, dn (padla «упала», jedna «одна» — palla, jenna); изоморфу распространения флексий одушевлённых существительных мужского рода в форме именительного падежа множественного числа -i̯a (braci̯a «братья» — bratjé / braťjé) и -ovi̯a (sinovi̯a «сыновья» — sinovjé); изоморфу наличия флексий существительных женского рода в формах дательного и местного падежей множественного числа -i̯am, -i̯ach (uľici̯am «улицам», uľici̯ach «улицах» — ulicám, ulicách); изоморфу распространения глаголов в форме 3-го лица множественного числа настоящего времени типа rozumi̯a (rozumi̯a — rozumejú) и другие изоглоссы. От турчанского ареала верхнетренчинский отделяет пучок изоглосс, включающий как древние диалектные черты, так и некоторые более поздние явления. В числе изоглосс древних черт (в том числе и праславянского происхождения) отмечаются изофона изменения групп *orT-, *olT-: rožeň, lokeс «локоть» — ražeň, lakeť; изоморфа окончания существительных женского рода в форме творительного падежа единственного числа: ze ženú — zo ženou̯ «с женщиной»; изоморфа форм именительного и винительного падежей единственного числа прилагательных среднего рода с окончанием é: dobré — dobru̯o; изофона наличия гласного e на месте сильного редуцированного ъ: pi̯atek «пятница», déždž «дождь» — pi̯atok, dážď. К изоглоссам более поздних явлений относятся изофоны распространения форм типа makkí «мягкий» — mäkí; ʒeci «дети» — ďeťi и т. д.

### Фонетика
В верхнетренчинских говорах в основном представлены типичные западнословацкие фонетические явления. Вместе с тем ряд верхнетренчинских диалектных признаков в области фонетики является общим для верхнетренчинских и соседних с ними среднесловацких говоров. Некоторые из фонетических явлений Средней Словакии не всегда полностью сходны с верхнетренчинскими, так как в верхнетренчинском ареале данные явления приобрели своеобразный характер развития.

#### Гласные
Структура вокализма верхнетренчинских говоров (согласно Р. Крайчовичу) включает пять кратких гласных, пять долгих гласных и три дифтонга:
| Подъём  | Ряд      | Ряд     | Ряд    |
| Подъём  | Передний | Средний | Задний |
| ------- | -------- | ------- | ------ |
| Верхний | i        |         | u      |
| Средний | e        |         | o      |
| Нижний  |          | a       |        |

| Подъём  | Ряд      | Ряд     | Ряд    |
| Подъём  | Передний | Средний | Задний |
| ------- | -------- | ------- | ------ |
| Верхний | ī        |         | ū      |
| Средний | i̯e ē     |         | ō u̯o   |
| Нижний  | i̯a       | ā       |        |

Система вокализма верхнетренчинских говоров близка вокализму словацкого литературного языка, но в отличие от литературной нормы вокализм верхнетренчинских говоров не включает гласную ä и дифтонг i̯u. На месте литературной ä отмечается гласная a: pata (словацк. литер. päta «пятка», «пята»), maso (литер. mäso «мясо»), на месте i̯u отмечается долгая гласная ú: ľepšú (литер. lepšiu «лучшую»). При том, что в целом для верхнетренчинского ареала гласная ä и дифтонг i̯u нехарактерны, они могут встречаться в отдельных верхнетренчинских говорах.
В системе гласных верхнетренчинских говоров отмечаются следующие особенности:

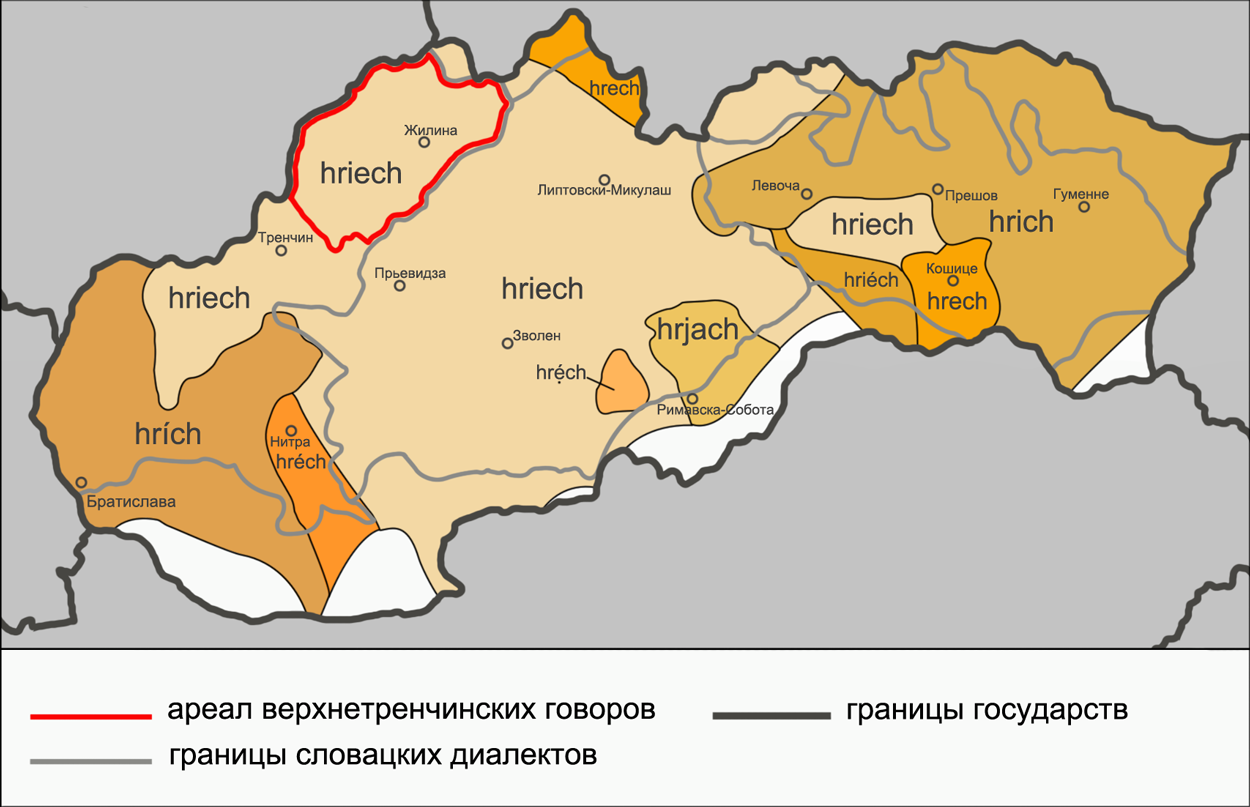
Верхнетренчинский ареал на карте распространения континуанта é в слове hriech

1. Наличие дифтонгов i̯e, u̯o, а также нередко и i̯a, i̯u, ставшее следствием тесных контактов с соседними среднесловацкими говорами:
  - kvi̯etek (литер. kvietok «цветочек»), hňi̯ezdo (литер. hniezdo «гнездо»), vi̯edľi (литер. viedli «вели»);
  - ku̯oň (литер. kôň «конь»), mu̯oj (литер. môj  «мой»), potu̯oček (литер. potôčik «ручеёк»);
  - pri̯acel (литер. priateľ «друг», «приятель»), sedľi̯ak (литер. sedliak «крестьянин»), meci̯ac (литер. mesiac «месяц»);
  - mlači̯u (литер. mladšiu «младшую»), jeʒeňi̯u (литер. jedeniu «еде», «питанию») и т. д.

В говорах западнословацкого ареала дифтонги либо вообще не сформировались, либо после формирования перешли позднее в монофтонги. В некоторых западнословацких говорах имеются сочетания гласных, сходные с дифтонгами, в которых слоговой элемент сохранил долготу, что не позволяет квалифицировать эти сочетания как дифтонги. Для системы вокализма среднесловацкого диалекта в целом (в противоположность западнословацкой) характерны дифтонги i̯e, u̯o, i̯a и частично i̯u.

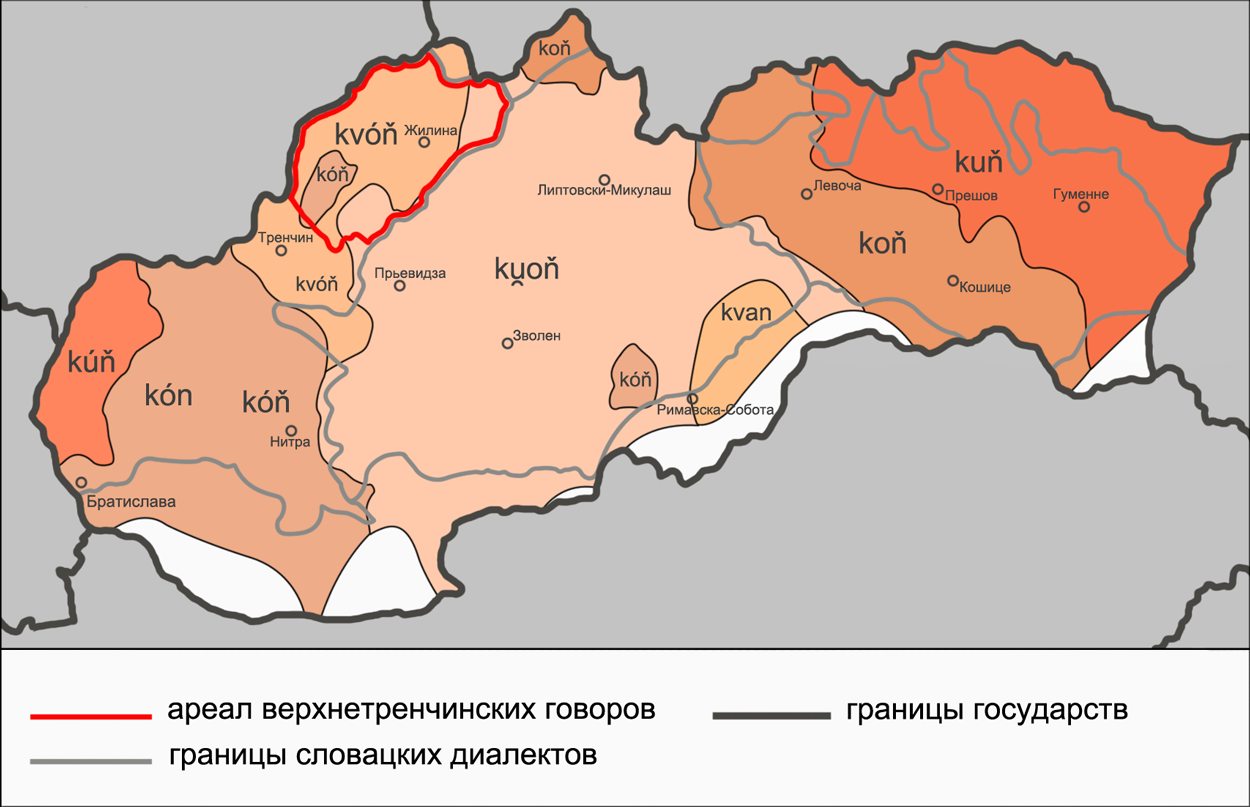
Верхнетренчинский ареал на карте распространения континуанта ó в слове kôň

Распространение дифтонгов в верхнетренчинском ареале имеет свои особенности. Одной из них является то, что дифтонги представлены не во всех верхнетренчинских говорах, в некоторых из них они распались на консонантный и вокальный элементы, образуя по характеру артикуляции сочетание двух самостоятельных звуков — гласного и согласного — je, vo, ja, ju. Другой особенностью системы вокализма верхнетренчинских говоров является даже более широкое распространение в ней дифтонгов, чем в среднесловацких говорах. Так, дифтонги, отмечаемые в таких верхнетренчинских формах как, например naši̯eho (литер. nášho «нашего»), o starši̯em (литер. o staršom «о старшем»), veči̯ej (литер. väčšej «большей»); hu̯ora (литер. hora «лес», «гора»), sinu̯ov (литер. synov «сыновей»); šči̯ava (литер. šťava «сок»), z husľi̯ami (литер. s huslami «со скрипкой»), gazʒiňi̯am (литер. gazdinám «крестьянкам», «хозяйкам») отсутствуют в соответствующих среднесловацких формах (nážho, o staršom, väčšej / večšej; hora, sinou̯; šťava, z husľami, gazďinám).
Сходное развитие с верхнетренчинской системой гласных в западнословацком диалектном ареале имеют гласные в нижнетренчинских говорах, в них также, хотя и ограниченно, представлены дифтонги: i̯e (имеющий в ряде случаев долгий слоговой компонент — i̯é) и частично u̯o. В поважских говорах в разных частях их ареала встречаются дифтонги i̯e (нередко выступающий в форме i̯é с долгим слоговым гласным) и i̯a. На месте u̯o в части поважских говоров представлено сочетание vó.
1. Реализация закона ритмического сокращения — ещё одно проявление среднесловацкого влияния в верхнетренчинских говорах. Согласно этому закону, два слога с долгими гласными (включая дифтонги) не могут следовать друг за другом в одном слове. В случае когда грамматические правила или правила словообразования предполагают наличие долгого гласного в слоге, последующем за слогом с долгим гласным, такой гласный (в последующем слоге) нейтрализуется. Особенностью функционирования ритмического закона в верхнетренчинском ареале является его частичное и непоследовательное действие — сокращение происходит только лишь в позиции после слога с простой долгой гласной. В случае, если в предшествующем слоге находится дифтонг, то долгий гласный в последующем слоге в ряде случаев может не сокращаться. Кроме того, закон ритмического сокращения реализуется в верхнетренчинских говорах со значительным числом исключений.
  - примеры, в которых проявляется действие закона: na horáx (литер. na horách «на горах») — na lúkax (литер. na lúkach «на лугах»), voláme (литер. voláme «зовём») — dávame (литер. dávame «даём»), prosíme (литер. prosíme «просим») — kúpime (литер. kúpime «купим»), dobríx (литер. dobrých «хороших») — múdrix (литер. múdrych «умных», «мудрых»);
  - примеры, в которых ритмическое сокращение не действует: после дифтонгов — pi̯atí (литер. piaty «пятый»), smi̯ešní (литер. smiešny «смешной»), či̯erní (литер. čierny «чёрный»); после простых долгих гласных (как исключение) — tŕňi̯e (литер. tŕnie «тёрн»), lísťi̯e (литер. lístie «листва»), slúži̯a (литер. slúžia «служат»), zháňi̯am (литер. zháňam «найду», «достану») и т. д.

Для словацкого литературного языка характерны исключения в действии ритмического закона, связанные с грамматическими или деривационными факторами. При этом в среднесловацком диалекте, являющемся основой литературного языка, реализация ритмического закона носит более последовательный характер. В отличие от среднесловацких говоров в западнословацких закон ритмического сокращения не действует (исключение в западнословацком ареале помимо верхнетренчинских составляют только восточные нижнетренчинские говоры).
1. Рефлексами носовой гласной ę после губных согласных являются в верхнетренчинских говорах гласные ä или e (подобно рефлексам в среднесловацком диалекте), либо гласная a (представленная в большинстве западнословацких диалектов): mäso / meso / maso (литер. mäso «мясо»), päsc / pesc / pasc (литер. päsť «кулак»). В среднесловацком диалекте гласная ä фиксируется не только на месте ę, но и на месте исконного a, не только после губных согласных, но и в других позициях. Высокой частотностью гласной ä отличаются соседние с верхнетренчинскими среднесловацкие оравские говоры[91]. В целом же фонема ä в среднесловацком диалекте (и в словацком литературном языке) постепенно выходит из употребления[92]. В западнословацком диалекте гласная ä и её долгий коррелят ȁ отсутствуют. В частности, на месте краткой и долгой ę выступают соответственно a и á: maso, památka (литер. pamiatka «память», «воспоминание»)[93].
2. Типично западнословацкая черта древнего происхождения в верхнетренчинских говорах — изменение редуцированного ъ в сильной позиции в e: kvi̯etek (литер. kvietok «цветочек»), bečka (литер. bočka «бочка»), buben (литер. bubon «барабан»), veš (литер. voš «вошь»), deska (литер. doska «доска»), dešť / déšť (литер. dážď «дождь»)[37]. В то же время в отдельных словах на месте ъ отмечается типично среднесловацкий рефлекс a: max (литер. mach «мох»), xr̥bát (литер. chrbát «спина», «хребет»)[94]. Значительное количество слов, отражающих среднесловацкий рефлекс a отмечается в соседних восточных нижнетренчинских говорах[90].
3. Праславянский рефлекс сочетаний *ort, *olt при неакутовой интонации, являющийся западнословацким, что указывает, в частности, на генетическую принадлежность верхнетренчинских говоров. На месте *ort, *olt представлены сочетания rot, lot: rokita (литер. rakyta «ракита»), rožeň (литер. ražeň «ве́ртел»), lokec (литер. lakeť «локоть»). Вместе с этим существует ряд слов, в которых отмечаются среднесловацкие сочетания rat, lat: rasoxa / rásoxa (литер. rásocha), ražʒi̯e / rážʒi̯e (литер. raždie «хворост»). При этом изоглоссы этих лексем часто не совпадают друг с другом[94]. В основном среднесловацкие сочетания rat, lat распространены в западнословацких средненитранских говорах[95].
4. Ещё одна черта западнословацкого происхождения, время образования которой относится к праславянскому периоду — распространение сочетания lu, либо просто гласной u на месте древнего сочетания редуцированного с плавным l̥ (*tьlstъ) после язычного согласного: slunko / sunko (литер. slnko «солнце»), dlux / dux (литер. dlh «долг»), žlutí / žutí (литер. žltý «жёлтый»). В среднесловацком диалекте в данной позиции отмечается слоговой l̥[86]. В западнословацком ареале слоговой плавный l̥ не встречается в указанной позиции в северных и загорских говорах[81][95], наличие l̥ отмечается в северо-западных поважских, трнавских, средненитранских и нижненитранских говорах[96][97].

#### Согласные
Структура консонантизма верхнетренчинских говоров по данным Р. Крайчовича (в парах согласных слева приведены глухие согласные, справа — звонкие, в скобках даны варианты обозначения согласных, принятые в работе «История словацкого языка и диалектология»):
| Способ артикуляции ↓     | Губно-губные | Губно-зубные | Зубные         | Альвеолярные  | Палатальн. | Заднеязычн. | Глоттальн. |
| Взрывные                 | p b          |              | t d            |               |            | k g         |            |
| Носовые                  | m            |              | n              |               | ɲ (ň)      |             |            |
| Дрожащие                 |              |              |                | r             |            |             |            |
| Аффрикаты                |              |              | t͡s (c) d͡z (dz) | ʧ (č) dʒ (dž) |            |             |            |
| Фрикативные              |              | f v          | s z            | ʃ (š) ʒ (ž)   |            | x (ch)      | ɦ (h)      |
| Скользящие аппроксиманты |              |              |                |               | j          |             |            |
| Боковые                  |              |              |                | l             | ʎ (ľ)      |             |            |

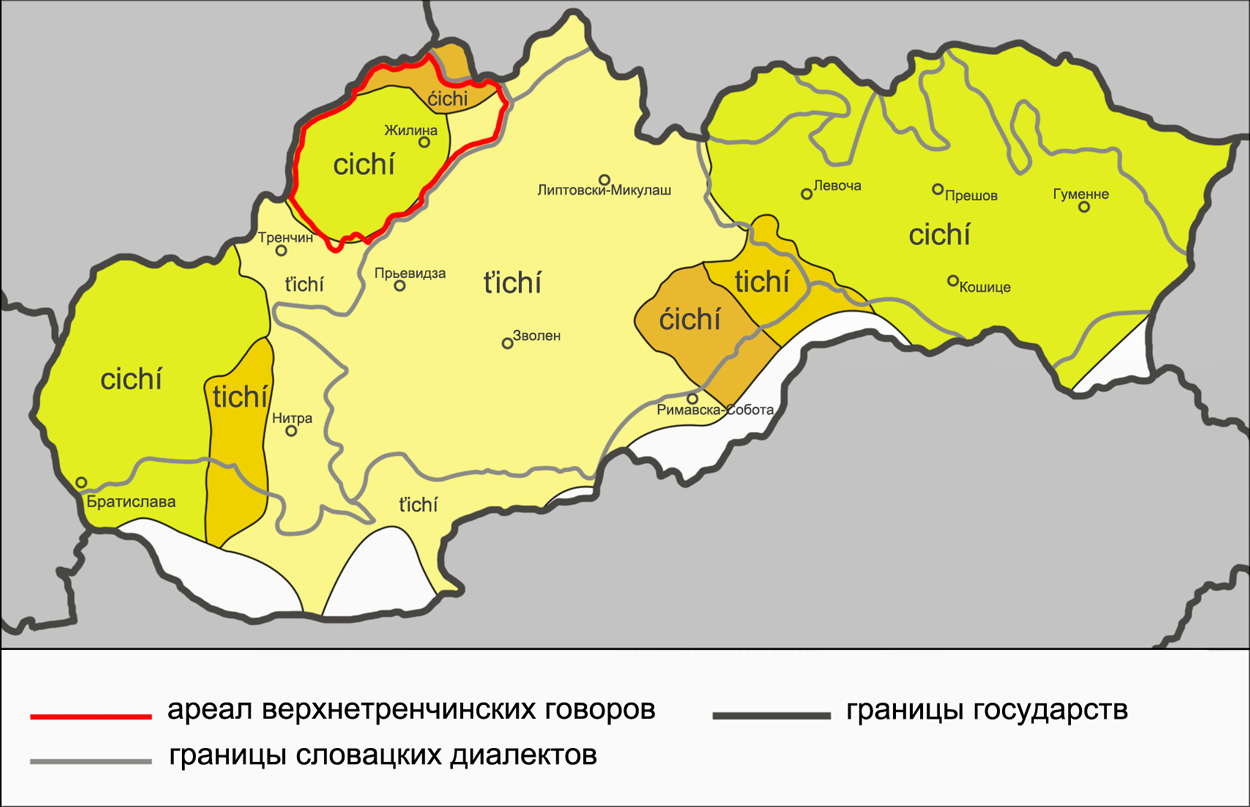
Верхнетренчинский ареал на карте распространения континуанта ť в слове tichý

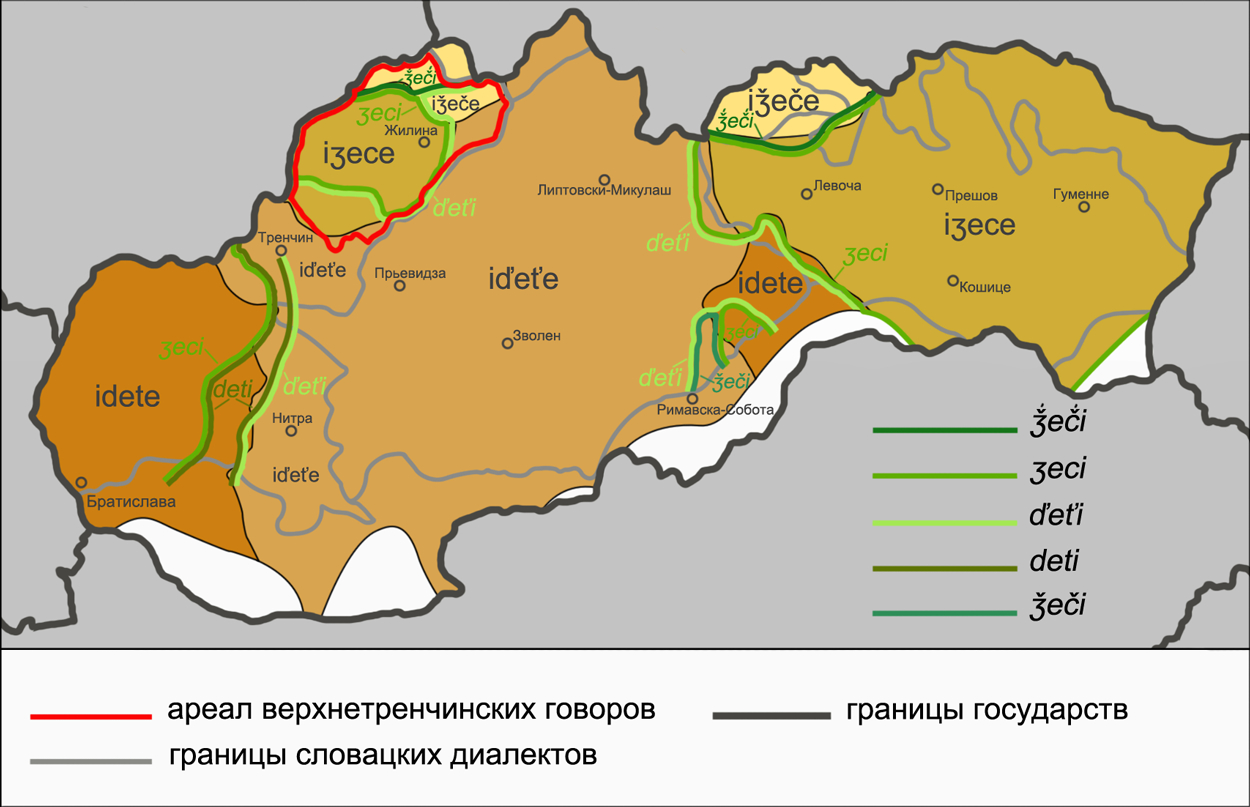
Верхнетренчинский ареал на карте распространения континуанта ď в словах deti и idete

В числе особенностей в области консонантизма верхнетренчинских говоров отмечаются:
1. Смягчение согласных в тех же позициях, что и в среднесловацком диалекте, включая позицию перед гласным e любого происхождения (в том числе и смягчение согласного в конечной позиции инфинитива). Из континуантов мягких согласных в верхнетренчинских говорах сохранились только ľ и ň, согласные ť и ď подверглись ассибиляции и дальнейшему отвердению (ť > c’ > c, ď > ʒ’ > ʒ): veʒece (литер. vediete «знаете»), pasci̯er (литер. pastier «пастух»), ʒakovac (литер. ďakovať «благодарить»), ku̯oň (литер. kôň «конь»), ňi̯esol (литер. ňiesol «носил»), nocľax (литер. nocľah «ночлег»), ľeví (литер. leví «львиный») и т. д.[81]

В ряде случаев мягкий согласный ď не ассибилировался, а изменился в j (ď > j или ď > jj): keď (литер. keď «когда») > kej, všaďe (литер. všade «повсюду», «везде») > fšaje, xoďi̯a (литер. chodia «ходят») > xoja, xojja, buďem (литер. budem «буду») > bujem и т. д. В некоторых говорах в глагольных формах произошло выпадение j, иногда с последующим стяжением, например, в формах глагола byť «быть»: bujem > buem, buješ (литер. budeš «будешь») > bueš, buje (литер. bude «будет») > bue и т. д.; buem > bém, bueš > béš, bue > bé и т. д., или в формах pu̯ojďem (литер. pôjdem «пойду»), pu̯ojďeš (литер. pôjdeš «пойдёшь»), pu̯ojďe (литер. pôjde «пойдёт»), давших pém, péš, pé и т. д. По данным Й. Штольца, подобные стяжённые формы сохраняются в речи носителей северо-восточных поважских говоров старшего поколения: póm «пойду», póš «пойдёшь», bóme (литер. budeme «будем»), bóte (литер. budete «будете»).
В западнословацком диалекте представлена, как правило, только одна пара согласных с так называемой оппозицией по твёрдости / мягкости — ň — n, мягкий ľ был утрачен, а мягкие ť и ď во многих говорах либо отвердели, либо подверглись ассибиляции, в то время как в среднесловацком диалекте отмечается наличие четырёх пар согласных по твёрдости / мягкости (t — ť, d — ď, n — ň, l — ľ), причём палатальная ľ встречается в среднесловацком ареале всё реже, поскольку данная согласная воспринимается как неэстетичный элемент в речи. В то же время стабильно сохраняется палатальная ľ в соседних с верхнетренчинскими среднесловацких турчанских говорах. Смягчение согласных в западнословацких говорах произошло в позициях перед e < ě или ę, а в среднесловацком перед e любого происхождения, в том числе перед исконным e, e < ě, кроме редких случаев e < ъ. В нижнетренчинских говорах ť и ď, первоначально подвергшиеся ассибиляции, позднее вновь восстановились на прежних позициях. Реституция ассибилированных согласных c и ʒ произошла также в скалицких говорах загорского ареала. В поважских и трнавских говорах палатальные согласные отсутствуют. В средненитранских говорах имеется три палатальных согласных: ť, ď и ň.
1. Наличие удвоенных согласных, чаще всего встречающихся в восточном ареале западнословацкого диалекта и в соседнем с ним западном ареале среднесловацкого диалекта: oddix (литер. oddych «отдых»), occa (литер. otca «отца»), sallo (литер. sadlo «сало»), stuňňa (литер. studňa «колодец»), bojja sa (литер. boja sa «боятся») и т. д. Широко распространены удвоенные согласные в нижненитранских говорах[106], также удвоенные согласные различного происхождения известны поважским и средненитранским говорам[107]. Сочетания согласных ll, nn, ňň отмечаются и в соседних с верхнетренчинскими верхненитранских говорах[91].

#### Ударение
Ударение в верхнетренчинских говорах, как и во всех остальных говорах западнословацкого диалекта, падает на первый слог.

### Морфология
Для системы морфологии верхнетренчинских говоров характерны многие западнословацкие черты. В их числе распространение у существительных и прилагательных, а также некоторых местоимений женского рода в форме творительного падежа единственного числа окончания -ú / -u: s tú dobrú ženú / s tu dobru ženu (литер. s tou dobrou ženou «с этой доброй женщиной»); наличие окончания -o, -é / -i в формах именительного и винительного падежей единственного числа существительных среднего рода с функционально мягким согласным в основе: srco (литер. srdce «сердце»), pleco (литер. plece «плечо»); znameňe / znameňi (литер. znamenie «знак»); неразличение твёрдой и мягкой разновидности в парадигмах имени прилагательного: в родительном падеже — dobrého (литер. dobrého «хорошего»), cuʒého (литер. cudzieho «чужого»), в дательном падеже — dobrému (литер. dobrému «хорошему»), cuʒému (литер. cudziemu «чужому») и т. д.; наличие флексии -é у прилагательных в форме именительного и винительного падежей единственного числа среднего рода: dobré (литер. dobré «хорошее»), cuʒé (литер. cudzie «чужое»); распространение вопросительного местоимения čo (литер. čo «что») с отрицательной формой ništ / ňišt (литер. nič «ничто», «ничего»); распространение единственной формы именительного падежа множественного числа указательного местоимения ti: ti ludé (литер. tí ľudia «эти люди»), ti ženi (литер. tie ženy «эти женщины»), ti ʒeci (литер. tie deti «эти дети»); омонимия форм косвенных падежей числительных: do osmi hoʒín (литер. do ôsmych hodín «до восьми часов»), o osmi hoʒínáx (литер. po ôsmych hodinách «в течение восьми часов»), pred osmi hoʒínami (литер. pred ôsmimi hodínami «восемь часов тому назад»); наличие основообразующего суффикса глагола настоящего времени и инфинитива -e-: ňesem (литер. nesiem «несу»), veďeť (литер. vedieť «знать»).
Кроме того, среди основных морфологических особенностей верхнетренчинских говоров наряду с западнословацкими отмечаются особенности среднесловацкого диалекта и местные диалектные черты. К ним относят:
1. Распространение окончаний с дифтонгом i̯a у одушевлённых существительных в форме именительного падежа множественного числа, характерных для среднесловацкого диалекта: ľuʒi̯a (литер. ľudia «люди»), braci̯a (литер. bratia «братья»), sinovi̯a (литер. synovia «сыновья»), zacovi̯a (литер. zaťovia «зятья»). В западнословацком ареале в данных формах преобладают окончания с гласным порядка e: luďi̯e / ludé / ludi̯é, sinovi̯e / sinové / sinovi̯é и т. п.[112][113] Небольшой ареал с распространением дифтонга i̯a во флексиях указанных форм размещён на северо-западе Поважья[96]. Формы одушевлённых существительных типа luďá, sinová распространены в средненитранских говорах[97].
2. Наличие у одушевлённых существительных в форме именительного падежа множественного числа, образованных от основ на х, чередования согласных х — s перед окончанием -i: mňíx (литер. mňích «монах») — mňísi (литер. mnísi «монахи»), belox (литер. beloch «белый человек») — belosi (литер. belosi «белые люди») и т. п. Подобные чередования, относящиеся к числу праславянских рефлексов, имеют среднесловацкое происхождение. Они широко распространились в говорах на большей части восточного западнословацкого диалектного ареала. В западной части области распространения западнословацких говоров сохранилось исконное чередование х — š: mňíši, beloši[94][113].
3. К типично западнословацким явлениям в морфологии относится наличие долготы в окончании у существительных мужского рода в форме родительного падежа множественного числа. Долгота при этом представлена во флексиях в таких огласовках, как domu̯ov (литер. domov «домов»), domvov, domvo, domvó, domu̯óf. Подобные формы встречаются в поважских говорах: bratou̯ (литер. bratov «братьев»), bratvóf; sinou̯ (литер. synov «сыновей»), sinvóf[101]. В загорских говорах в указанных формах отмечается флексия ú: domú (литер. domov «домов»), sinú (литер. synov «сыновей»)[114]. Западнословацкое влияние проявляется в наличии долготы в окончаниях существительных мужского рода в форме родительного падежа множественного числа также в соседних с верхнетренчинскими верхненитранских говорах (bratu̯ou̯, sinu̯ou̯)[91].
4. Распространение причастий мужского рода на -l: dával (литер. dával «давал»), šu̯ol / švol (литер. šiel «шёл»), spadol (литер. spadol «упал»). Данная особенность является одной из характерных западнословацких черт. В говорах среднесловацкого диалекта подобные формы причастий оканчиваются на -u̯: robiu̯ (литер. robil «делал»)[112][6].

Билабиальный -u̯ в причастиях мужского рода помимо среднесловацких говоров представлен также в западнословацких восточных нижнетренчинских говорах. Подобные формы причастий распространены и в поважских говорах, исключая лишь их северный ареал. При этом на месте -u̯ в этих говорах возможно произношение -v: dau̯ / dav (литер. dal «дал»), robeu̯ / robev (литер. robil «делал»). Причастия типа robev характерны для средненитранских говоров.
В употреблении причастий на -l, образованных от глаголов с основой инфинитива на согласный, наблюдается различие между северной и южной частью верхнетренчинского ареала. На юге распространены причастия со вставным -e: spadel, vézel (литер. viezol «вёз»), mohel (литер. mohol «мог»), на севере — формы типа spadol.
Различия в качестве вставных гласных в формах причастия наблюдаются и в других группах западнословацких говоров. Гласный -o- в причастиях распространён в восточных нижненитранских говорах: padou̯ (литер. padol «упал»), гласный -e- — в западных нижненитранских говорах (padel). Также гласный -o- в причастиях характерен для восточной части трнавских говоров (padól), а -e- — для западных (padél).
1. Наличие западнословацких нестяжённых форм притяжательных местоимений 1-го и 2-го лица единственного числа в родительном и дательном падежах mojého (литер. môjho «моего»), tvojému (литер. tvojmu «твоему»), а также форм притяжательных местоимений 1-го и 2-го лица множественного числа naš, vaš в тех же падежах, образованных флективным способом: naši̯eho, vaši̯emu. Данные формы противопоставлены среднесловацким формам без стяжения mu̯ojho, tvojmu, nážho, vážmu[112][6]. Такие же формы характерны для западнословацких средненитранских говоров (mójho, nážmu)[97].
2. Наличие флексий -ém, -i̯em с долгим гласным или дифтонгом у прилагательных и притяжательных местоимений мужского рода в форме предложного падежа единственно числа: o mojém / o mojem, o dobrém, o cuʒém, o naši̯em, o horňi̯em. В среднесловацком диалекте в данных формах отмечается флексия без долгого гласного: o peknom, o cuʒom[112]. В восточных нижнетренчинских говорах наряду с формами o dobrém встречаются формы типа o dobrom, но только o mojjém, o naši̯ém[106]. Среднесловацкая флексия -om распространена в средненитранских говорах o dobrom, o cuʒom[97].
3. Чередования заднеязычных согласных у существительных женского рода в формах дательного и предложного падежей и у существительных мужского и среднего рода в форме предложного падежа: v záhracce, na noze, pri macose, na vr̥se и т. д. Такие чередования сохраняются в соседних с верхнетренчинскими среднесловацких турчанских говорах (в основном в речи носителей говоров старшего поколения)[102]. Устойчиво сохраняются чередования заднеязычных со свистящими в верхненитранских говорах[116].
4. Разнообразие флексий у существительных множественного числа в форме творительного падежа: domami, xlapoma, s paholkima, ženámi, husi̯ami и т. д.

### Западноверхнетренчинские говоры
Ряд западных районов верхнетренчинских говоров (исключая северо-западные и юго-западные районы) в окрестностях Пухова и между Пуховым и Битчей образуют обособленный диалектный ареал, который характеризуют некоторые местные языковые особенности. Так, главным образом, в северной части данного ареала отмечается распространение фонемы ä, которая встречается в тех же позициях, что и в соседних среднесловацких турчанских говорах: mäso, päta, žri̯ebä, zarábäc, staväc. В остальных верхнетренчинских говорах на месте ä употребляется фонема a: maso, pata. Дифтонги i̯a, i̯e и u̯o в западных верхнетренчинских говорах распространены в большей степени, чем на остальной территории верхнетренчинских говоров: vi̯ac, mi̯era, nu̯ož, bu̯ob, mu̯ože и т. п. Морфологические особенности, как правило, занимают ареалы, меньшие по охвату территории, чем область распространения западных верхнетренчинских говоров. К таким особенностям относятся, например, наличие форм существительных женского рода единственного числа творительного падежа типа ženum; распространение форм существительных в форме родительного падежа множественного числа типа xlapu̯o и в форме творительного падежа множественного числа типа xlapima, ženima; формы существительных дательного падежа множественного числа типа mestom и местного падежа типа mestox (в отдельных ареалах); формы существительных родительного падежа множественного числа типа jamák, zahradák, hrušák и hruši̯ak, ovi̯ac (в южной части западноверхнетренчинского ареала); формы местоимений híx, hím в соответствии литературным íx, ím; наличие анклава с распространением формы глагола 3-го лица множественного числа настоящего времени jesú; форма отрицания ňeje som у глагола 1-го лица единственного числа прошедшего времени; наличие анклавов с распространением форм rozumi̯a, sci̯a наряду с формами rozumejú, scú; распространение причастий мужского рода на -l, -la, -li; инфинитив с окончанием -c.

### Кисуцкие говоры
В составе кисуцких говоров выделяют нижнекисуцкий и верхнекисуцкий диалектные ареалы.
Ареал нижнекисуцких говоров не является однородным, внутри него выделяется ряд обособленных диалектных районов и анклавов. Территорию распространения нижнекисуцких говоров пересекают в разных направлениях изоглоссы как верхнетренчинских говоров, так и соседних среднесловацких турчанских говоров. Отмечаются здесь также некоторые изоглоссы, продвинувшиеся в кисуцкую область с севера из ареала гуральских говоров.
В число основных фонетических особенностей нижнекисуцкого региона, согласно исследованиям Р. Крайчовича, входят распространение кратких гласных (a, o — e, u — i) и сочетаний ja, je, vo, сложившихся на месте дифтонгов, для западной части нижнекисуцкого ареала характерна оппозиция кратких и долгих гласных, а также наличие на месте дифтонгов сочетаний jé и vó; распространение парных согласных t — ť, d — ď, n — ň, l — ľ в восточной части нижнекисуцкого ареала, в южной части ареала произошла ассибиляция мягких ť и ď, в ряде островных ареалов отмечается распространение только твёрдых t, d, n и l; развитие билабиального u̯ на месте l (в районе к востоку от Кисуцке-Нове-Место): leto, lipa, bu̯ato, mau̯a; наличие как последовательного оглушения согласного v в f, так и оглушения лишь в части позиций (например, только в начале слова в юго-восточной части нижнекисуцкого ареала: fčera, f‿tom, но hňev, sľivka); отсутствие сдвоенных согласных.
К особенностям в области морфологии нижнекисуцких говоров относят различные типы флексий у одушевлённых существительных мужского рода в форме именительного падежа множественного числа: -ja (braťja, ľuďja) и -ovja (sinovja) — на юго-востоке; -ová наряду с -ové (sinová, sinové) — на западе; -i (chlapi) — на остальной части нижнекисуцкой территории; преобладание форм типа ruce, noze, macose у существительных женского рода дательного и местного падежей единственного числа, для юго-восточной части нижнекисуцкого ареала характерны формы типа ruke, nohe, macoche; распространение существительных женского рода в форме творительного падежа единственного числа типа ze ženu с островными ареалами форм типа ze ženum; различение твёрдой и мягкой разновидности в парадигмах имени прилагательного: dobrého, dobreho (литер. dobrého «хорошего»), dobrému, dobremu (литер. dobrému «хорошему»), dobrej — predňjeho, predňjemu, predňjej; наличие флексии -é или -e у прилагательных в форме именительного и винительного падежей единственного числа среднего рода: dobré, dobre (литер. dobré «хорошее»); преобладание западнословацких форм местоимений s tebu, se mnu, teho, temu; распространение форм глагола 3-го лица множественного числа настоящего времени с окончаниями -ja, -á, -é (robja, robá, robé) и -u (ňesu), в южных нижнекисуцких говорах встречается форма chcja, характерная для турчанского ареала, в остальных говорах отмечаются формы типа chcu, chcú; распространение причастий мужского рода как на -l, так и на -u̯ с унификацией форм для мужского и женского рода: robel, robela, robeu̯, robeu̯a.
В языковой системе верхнекисуцкого диалектного ареала отражены результаты междиалектных контактов с говорами валашского диалекта восточноморавской группы и с гуральскими говорами малопольского диалекта.
К основным диалектным особенностям верхнекисуцких говоров относятся распространение только кратких гласных, причём в верхнекисуцких говорах отмечаются гласные ä и y заднего ряда, неизвестные нижнекисуцким говорам, а также ə как вариант фонемы e перед или после губного m (o dobrəm, robimə), кроме того, в верхнекисуцком ареале не происходили процессы дифтонгизации; разнообразие континуантов мягких ť и ď: c и ʒ — ʒecy, cycho (в этих же говорах распространены твёрдые s и z); ʒ́, ć (и ś, ź) — ʒ́eći, ćixo, śeno, źima или ǯ́, č́ (и š́, ž́) — ǯ́eč́i, č́ixo, š́eno, ž́ima; последовательное оглушение согласного v в f.
К морфологическим чертам верхнекисуцких говоров относятся распространение существительных мужского рода в форме родительного падежа единственного числа типа gazdy и существительных мужского рода в форме творительного падежа единственного числа типа bratem (brat[ə]m); распространение флексий -i, -e, -ove у существительных мужского рода в форме именительного падежа множественного числа (chlapi, bracé, ľuʒ́e или brač́é, ľuǯ́e, synove); наличие флексии -ax у существительных мужского рода в форме местного падежа множественного числа (synax, domax); неразличение твёрдой и мягкой разновидности в парадигмах имени прилагательного: dobry, dobreho, cuʒy, cuʒeho; форма личного местоимения 1-го лица единственного числа jo (литер. ja «я»); распространение флексии -m у глаголов 1-го лица единственного числа и флексий -ma или -mə у глаголов 1-го лица множественного числа: robima, robimə; формы глагола byť «быть» настоящего времени: səm (sam), jeś, jest, zmə (zma), sće (sč́e), su; распространение причастий мужского рода на -l (robel, robela) наряду с отсутствием -l в причастиях (spad, priňes).

## История изучения
Масштабное исследование верхнетренчинских говоров проводилось во время сбора данных для составления «Атласа словацкого языка». Материалы для первых томов атласа собирались в 1947—1951 годах по вопроснику, подготовленному Э. Паулини и Й. Штольцем. Вопросник заполнялся в большинстве населённых пунктов Верхнетренчинского региона. В дальнейшем были собраны материалы для остальных томов атласа. В 1968 году был издан первый том, посвящённый фонетике, в 1978 году — том по словообразованию, в 1981 году — том по морфологии, в 1984 году — том по лексике. Кроме того, верхнетренчинским говорам посвящены отдельные монографии, включающие как общую характеристику говоров, так и отдельные исследования тех или иных верхнетренчинских диалектных явлений. К таким работам относится, в частности, исследование И. Рипки «Asibilácia v trenčianskych nárečiach» (1966).
Известны также работы, посвящённые говорам отдельных диалектных регионов или населённых пунктов Верхнетренчинского края. В их числе работа Е. Гашинеца «Diferenciálna charakteristika dolnokysuckých nárečí a ich postavenie medzi slovenskými nárečiami» (1981—1982), описывающая нижнекисуцкие говоры, работа Й. Млачека «Náčrt hláskoslovia a tvaroslovia v Tepličke nad Váhom»(1970), описывающая диалектные черты села Тепличка-над-Вагом, работы Л. Шимовича «Z hláskoslovia hornotrenčianskej obce Terchovej» (1939), «Z tvaroslovia hornotrenčianskej obce Terchovej» (1940), описывающие диалектные черты села Терхова.

## Пример текста
Miľka moja, jagžiu̯ som xorá ňebola a tera‿žije človek f‿samej bɪ̯eʒe. Ňeňi mi zľe, ľen ňeviʒím dobre. Prɪ̯am som to jabúčko vikrajuvala, z mašini mi spadlo čosi do oka, h‿máji to bolo. Mojeho muža som naľakala, že viaperuvaʒ‿mi to musɪ̯a. Dala som sa kamiľki varic. Ke‿ci oko máčɪ̯am, viʒím, nuš fše si oko namáčɪ̯am a dobre je. Aľe robí mi to tu cɪ̯eň. Viʒím hori, ľen to je ve hmľe. Aj to pɪ̯erí drɪ̯apem, prez roboti ňemóžem bic. A tak som išla do špitáľa. Bola tam jenna, na trojku čakala: «Bapko, hentam iʒe vaša švagriná, trecɪ̯a bola ode mňa». A ja: «Xto je to? Ňeviʒím». A príʒem k pánu primárovi: «Bapko, čo vám je?» — «Hmla sa mi robí. Dva-tri metre ode mňa ňeviʒím. Viʒím hori, ľen to je ve hmľe». — «A títo písmenká viʒíce?» — «Keʒ‿je tá osmička teľɪ̯a, čerd‿abi ju ňeviʒel. Aľe tí rɪ̯edučké rádečki ňeviʒím». — Pán primár ma obezreľi. «Bapko, na váž‿veg‿vi toho až moʒ‿viʒíce». — To sa mi vislúželo, tí okuľɪ̯are, reku, na očox som‿jagžiu̯ ňemála ňič. Aj mi ix sľúbel, a ňedau̯ mi lístek. Strašňe som toj prvej bola ňervózna, aľe som si pomisľela: Sľubi sa sľubujú, somarɪ̯a sa radujú…

— Strážov, okr. Žilina